# ارتجاج القلب
ارتجاج القلب (باللاتينية: concussio cordis) هو اضطراب نظم القلب الذي يحدث نتيجة لضربة مباشرة إلى المنطقة التي فوق قلب (منطقة بركي)، في وقت حرج خلال دورة ضربات القلب. وهو شكل من الرجفان البطيني، وليس الأضرار الميكانيكية لعضلة القلب أو الأجهزة المحيطة بها، وليس نتيجة الإصابة بأمراض القلب. معدل الإماتة حوالي 65 ٪. ويمكن في بعض الأحيان، ولكن ليس دائما، عكسه بواسطة الصدمات الكهربائية.
وارتجاج القلب غالبا ما يحدث في الصبية والرجال في مقتبل العمر (متوسط 15)، وعادة خلال ممارسة الرياضة ،وفي معظم الأحيان خلال لعبة البيسبول، وحتى على الرغم من واقي الصدر. وغالبا ما تنجم عن قذيفة، ولكن يمكن أيضا أن يكون سبب ضربة بالمرفق أو غيره من أجزاء الجسم. وكونه الأقل نموا، صدر المراهق من المرجح أن يكون أكثر عرضة لهذا الضرر نظرا للظروف.
وقد تأكدت هذه الظاهرة تجريبيا في 1930، مع البحث في الأرانب والقطط ووالكلاب المخدرة

## معدلات حدوثه
ارتجاج القلب هو حدث نادر جدا، ولكن على الرغم من ذلك يأخذ في الاعتبار في كثير من الأحيان عندما نجد رياضي به موت قلبى مفاجئ. بعض من الرياضات التي تنطوي على مخاطر تسبب هذه صدمة هي البيسبول [[كرة القدم|وكرة القدم]] وهوكي الجليد بولو، وكرة القدم والرجبي، والكريكيت، والكرة اللينة، pelota، والمبارزة، لاكروس والملاكمة والكاراتيه والكونغ فو وفنون الدفاع عن النفس الأخرى. و الأطفال بشكل خاص ضعاف، ربما [بحاجة لمصدر] بسبب الخواص الميكانيكية للهيكل العظمي لصدرهم. من عام 1996 إلى ربيع 2007، الولايات المتحدة الأمريكية مكتب التسجيل الوطني لارتجاج القلب في الولايات المتحدة الأمريكية وكان لديه 188 حالات مسجلة، مع نحو نصف الحالات تحدث خلال الرياضات المنظمة  و تقريبا كل (96 ٪) من الضحايا هم من الذكور، ومتوسط عمر الضحايا خلال تلك الفترة كان 14.7 سنة، وأقل من 1 في 5 نجا في الحادث.

## حالات أخرى
قد يحدثارتجاج القلب أيضا في حالات أخرى، مثل الأطفال الذين يعاقبون بالضرب على البرك، وحالات التعذيب، وحالات التصادم الأمامي من السيارة (تأثير المقود ضد الصدر، على الرغم من أن هذا قد انخفضت انخفاضا كبيرا مع استخدام حزام الأمان وكيس الهواء).
وفي المقابل، فإن دوي بركي (الضربات الثابتة على البرك مع قبضة اليد مغلقة من أجل أن تعود السكتة القلبية) هو إجراء متبع للإنعاش في حالات الطوارئ من قبل المهنيين الصحيين المدربين يشهد رصد اعتقال ' عندما لا تكون هناك أي معدات في متناول اليد، والتي أقرتها آخر المبادئ التوجيهية للجنة الاتصال الدولية بشأن الإنعاش. لقد كان هناك ناقش مثير للجدل، وعلى وجه الخصوص في نقص الأكسجين الحاد، قد يسبب له تأثير عكسي (أي تدهور إيقاع - ارتجاج القلب). وفي البالغين العادي، مجموعة الطاقة المشاركة في ضربة قوية على البرك من 5-10 مرات دون أن يرتبط مع القلب ارتجاج.

## آلية الإصابة
العوامل التالية تؤثر على فرصة حدوث الارتجاج القلبى :
- اتجاه التأثير على البرك (منطقة محددة، زاوية التأثير)
- الطاقة الكلية المؤثرة (مكان التأثير مقابل الطاقة، أي كتلة مقذوف مضروبة في نصف مربع سرعته)
- التأثير الذي يحدث في إطار جزء محدد 10-30 ميلي ثانية واحدة للدورة القلبية. هذه الفترة تحدث في مرحلة الصعود من الموجة تي، عندما عضلة القلب البطيني هو repolarizing، والانتقال من انقباض لانبساط (استرخاء).

نافذة صغيرة من الضعف تفسر السبب في كونه حدث نادر. وبالنظر إلى أن مجموع دورة القلب مدتها 1000 ميلي ثانية (لتردد قاعدة القلب 60 نبضة في الدقيقة)، واحتمال حدوث الصدمات الميكانيكية داخل نافذة الضعف من 1 إلى 3 ٪ فقط. هذا يفسر أيضا لماذا القلب يصبح أكثر عرضة للخطر عندما يجهد بواسطة الأنشطة الرياضية :
1. زيادة في ضربات القلب (معدل ممارسة عدم انتظام دقات القلب) قد تضاعف الاحتمال أعلاه (على سبيل المثال، مع 120 نبضة في الدقيقة وتقصير دورة القلب إلى 500 ميلي ثانية دون إحداث تغيير جوهري في إطار من بين الضعف وحجم) ؛
2. تمارن نسبية ناجمة عن نقص الأكسجة والإسراع في موصل نظام excito القلب جعله أكثر عرضة للتمدد بفعل الرجفان البطيني.

آليات حدوث ارتجاج القلب الخلوية لا تزال خلية غير مفهومة، ولكنها ذات صلة على الارجح بتنشيط حساسة mechano البروتينات، وقنوات أيونات.
تشير التقديرات إلى أنطاقة الصدمة المطلوبة لحدوث السكتة القلبية لا تقل عن 50 جول ، عند تطبيقها في الوقت المناسب وبقعة معينة من البرك في شخص بالغ. وبالفعل تم تسجيل صدمه تصل إلى 130 جولبمضارب هوكي وكرات لاكروس، 450 جول في لكمات الكاراتيه وجول 1028 في لكمة الملاكم روكي مارسيانو. عتبة 50 جول، مع ذلك، يمكن أن تنخفض عندما يكون قلب الضحية تحت ظروف الدماغية، مثل قصور في الشريان التاجي.
وهناك أيضا حدا أعلى لطاقة الصدمة التي تؤثر على القلب، فالطاقة الكثيرة ستحدث اضرارا هيكلية لعضلة القلب وكذلك تسبب اضطراب التيار الكهربائي. ويشار إلى هذا الحالة ب contusio cordis (من اللاتينية لكدمات في القلب). على قلوب خنزير غينيا المعزولة خنزير غينيا، 5 ميللى جول كانت كافية للحث على إطلاق creatine kinase، وهي علامة للحصول على تلف الخلايا العضلية. ومن الواضح أن للمرء أن يأخذ في الاعتبار أن هذا الرقم لا يشمل تبديد الطاقة من خلال جدار الصدر، وليس زيادتها بالنسبة للبشر، ولكنه يدل أن هناك حاجة إلى كميات صغيرة نسبيا من الطاقة لتصل إلى قلب قبل أن يحدث الضرر المادي.

## نتائج والعلاج
معظم الحالات تكون مميتة. معدل النجاة الآن حوالي 35 ٪، مع الاستخدام أكثر شيوعا لأجهزة تنظيم ضربات القلب الخارجية التلقائية. صدمات الكهربائية يجب أن تبدأ فقط في غضون 3 دقائق، ويمكن في بعض الأحيان فقط استعادة نشاط القلب. ارتجاج القلب هو السبب الرئيسي للوفيات في شباب البيسبول في الولايات المتحدة، مع 2 حتي 3 حالة وفاة سنويا) ، وينصح بأن «المجتمعات المحلية ومدارس الاحياء أن تعيد النظر في الحاجة إلى التعامل مع أجهزة تنظيم ضربات القلب التلقائي ومدربين الإنعاش القلبي الرئوي المدربين في تنظيم الأحداث الرياضية للأطفال.» 

## كيفية وقاية أنفسنا من الإصابة
إن خطر «على الارجح» سيخفض بتحسين تقنيات التدريب، مثل تعليم الشباب الابتعاد عن الكرة لتجنب ملاعب المخطئين، وفقا للأطباء. فلاعبي الدفاع في لاكروس والهوكي يتعلمون الآن تجنب استخدام صدورهم لمنع الكرة أو puck. وقد ساعدت أجهزة تنظيم ضربات القلب الآلي الخارجي زيادة معدل البقاء على قيد الحياة إلى 35 ٪.
حماة الصدر وسترات واقية من الصدمات تمصمم للحد من إصابات جسدية حادة، ولكن هذه لا توفر الحماية من ارتجاج القلب وقد تقدم شعورا زائفا بالأمن. وتقريبا 20 ٪ من الضحايا في منافسات كرة القدم والبيسبول لاكروس، وهوكي يرتدي حماة. وتم تأكيد عدم الفاعلية على الحيوانات من قبل. فتطوير حماة الصدر مناسبة قد تكون عملية صعبة.

## مسائل قانونية
أدين عدة من الناس بالقتل غير العمد في الحالات التي تنطوي على مساعدة طبي بطيئة وغير كافية للرياضيين الذين خضعوا  لارتجاج القلب أثناء الأحداث الرياضية،  وكذلك في حالات التسليم المتعمد للضربات. في حالة واحدة من هذا القبيل، حكم على رجل بالسجن 18 سنة بتهمة قتل ابنه بضربة في الصدر. [بحاجة لمصدر]